# Cabanisbülbül
Der Cabanisbülbül (Phyllastrephus cabanisi, Syn.: Criniger cabanisi; Phyllastrephus fischeri cabanisi; Phyllastrephus modestus; Phyllastrephus sucosus) ist eine Vogelart aus der Familie der Bülbüls (Pycnonotidae).
Die Art wurde mitunter als konspezifisch mit dem Fischerbülbül (Phyllastrephus fischeri) angesehen und dann als Phyllastrephus fischeri cabanisi bezeichnet.

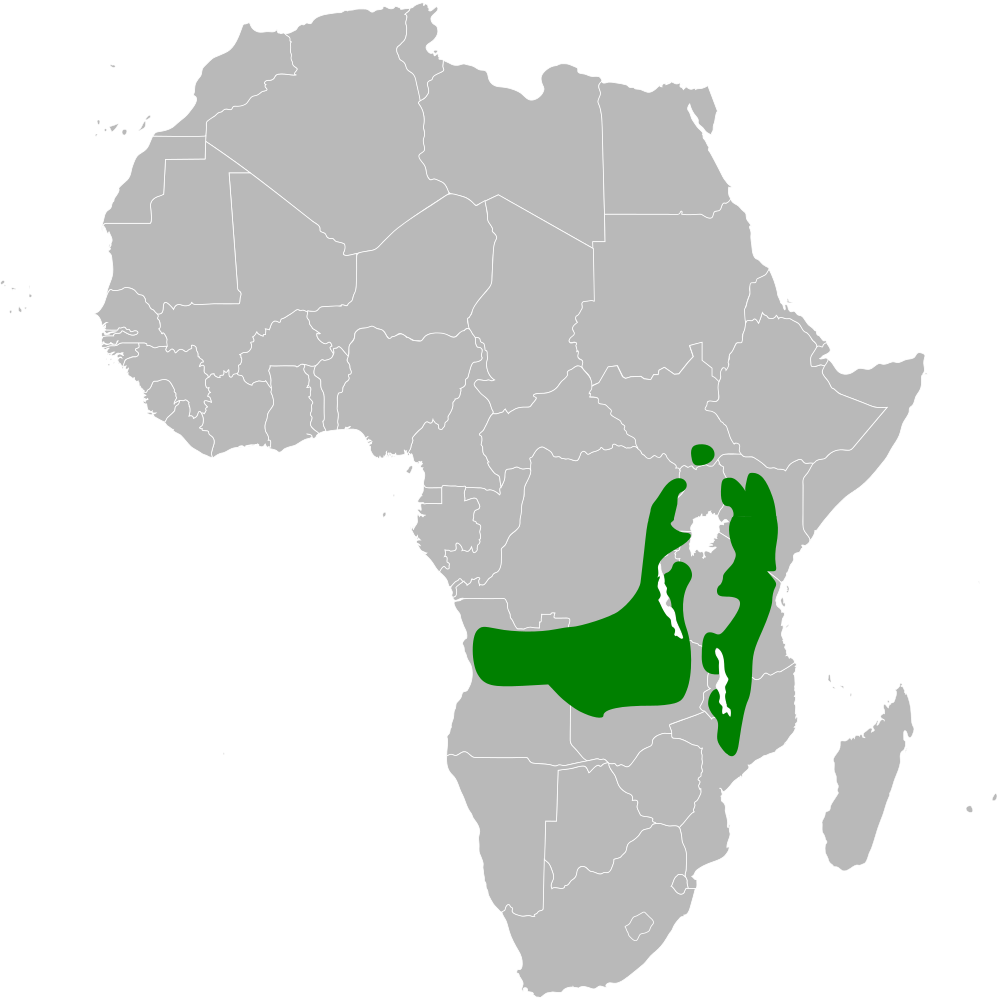
Vorkommen des Cabanisbülbüls

Der Vogel kommt in Afrika in Angola, in der Demokratischen Republik Kongo, in Kenia, Sambia, im Sudan und in Tansania
vor.
Der Lebensraum umfasst Primär- und Sekundärwald aller Art mit dichtem Unterholz oberhalb von 600 m Höhe.
Der Artzusatz bezieht sich auf Jean Louis Cabanis.
Dieser Vogel ist ein Standvogel.

## Merkmale
Die Art ist 16–19 cm groß, das Männchen wiegt 33–42, das Weibchen 27–39 g, ein langschwänziger Bülbül mit langem zierlichem Schnabel, wenig Gefiedermerkmalen. Die Oberseite ist grünlich mit rotbraunem Schwanz, die Unterseite ist blass, an den Flanken mehr olivfarben. Hauptkennzeichen sind die Kehlfärbung und die blasse, gegen dunklere Brust und Flanken abgesetzte Unterseite. Zügel und Ohrdecken sind grünlich-oliv mit angedeutet blasserer Strichelung, dazu ein blasser schmaler unterbrochener Augenring, ein angedeuteter dunkler Überaugenstreif. Der Scheitel ist oliv-grün, die Oberschwanzdecken sind hell rotbraun, die Flügel sind oliv-grün. Die Kehle ist gelblich, Unterseite, Nackenseiten sind gelblich, an Brust und Flanken mit grünlich-oliver Fiederung, die Unterschwanzdecken sind blass braun, die Iris ist blass grau, der Schnabel hornfarben mit blasseren Schneidkanten, die Beine sind hell blau-grau.
Die Geschlechter unterscheiden sich nicht, Weibchen sind im Mittel etwas kleiner. Jungvögel sind oben hell olivfarben, blass gelb unten, an Flanken und Brust deutlicher olivfarben. Der Schnabel ist schwarz mit gelber Spitze, die Augen sind blass olivbraun, die Beine sind grünlich-grau.
Die Art unterscheidet sich vom Fischerbülbül (Phyllastrephus fischeri) durch die gelbere Kehle, vom Fahlbauchbülbül (Phyllastrephus cerviniventris) durch die blau-grauen und nicht blassen Beine, von beiden durch die Lautäußerungen.

## Geografische Variation
Es werden folgende Unterarten anerkannt:
- P. c. cabanisi (Sharpe, 1882), Nominatform – Angola bis Südosten der Demokratischen Republik Kongo, Westtansania und Nordsambia
- P. c. sucosus Reichenow, 1904, – Süden des Dudans und Westkenia bis Osten der Demokratischen Republik Kongo und Nordwesttansania, kleiner und heller gelb an der Unterseite.

Die Datenbank Avibase führt zusätzlich auf, beide aber wohl in die Unterart P. c. sucosus subsumierbar:
- P. c. nandensis G. R. Cunningham van Someren & H. Schifter, 1981 – in den Nandi Bergen in Kenia
- P. c. ngurumanensis G. R. Cunningham van Someren & H. Schifter, 1981, – Nguruman Berge

Das Handbuch Birds of the World führt die beiden letztgenannten als Synonyme für P. c. sucosus.
Dafür wird noch die mittlerweile eigenständige Art Keniabülbül (Phyllastrephus placidus) als Unterart Phyllastrephus cabanisi placidus geführt.

## Stimme
Die Rufe werden als sehr ähnlich dem des Keniabülbüls beschrieben. Die Art bildet lärmende kleine Schwärme, Lautäußerungen beginnen mit tiefem Schnattern und gehen dann über in höhere „see-sawing wii-werr“ Laute. Selten singen die Vögel im Duett, was dann als charakteristisch gilt.

## Lebensweise
Die Nahrung besteht hauptsächlich aus Gliederfüßern, die paarweise oder in kleinen Gruppen, seltener in gemischten Jagdgemeinschaften gesucht werden, meist in dichtem Unterwuchs, erdbodennah, selten oberhalb von 2 bis 4 m Höhe.
Die Brutzeit liegt zwischen Dezember und Januar, März und Mai und im Juli in der Demokratischen Republik Kongo, zwischen Dezember und März im Sudan, zwischen September und Januar in Ruanda, in der Regenzeit in Kenia und Tansania. Die Art ist monogam, während der Balz stelzt das Männchen den Schwanz, schlägt mit den Flügeln und stellt die Scheitel-, Kehl- und Rumpffedern auf und hüpft dabei im Kreis durch das Unterholz.
Das Nest wird von beiden Elternvögeln gebaut in 1–5 m Höhe in dichtem Bewuchs oder in einem niedrigen Busch. Das Gelege besteht aus 2, seltener aus 3 Eiern, die von beiden über 11–12 Tage bebrütet werden.

## Gefährdungssituation
Der Bestand gilt als „nicht gefährdet“ (Least Concern).